# WWE Books
WWE Books es una filial de la World Wrestling Entertainment, Inc., creado en 2002 para publicar libros de ficción basadas en personalidades de WWE, guías de backstage, libros ilustrados, calendarios, libros para adultos jóvenes y otros libros de no ficción en general. 
La mayoría de los libros de WWE son publicados por Pocket Books y en parte por Simon & Schuster. Simon & Schuster UK y Simon & Schuster Australia son los editores de libros de WWE en el Reino Unido y Australia respectivamente. Simon & Schuster publican incontables libros al año, teniendo siempre como base las personalidades de WWE, la programación de la misma, historias y otros temas de interés de WWE y sus fanes.
WWE Books publica libros en tapa dura, así como ediciones en letra grande, libros de bolsillo, audio en casete, disco compacto y ediciones de libros en línea.

## Libros publicados por WWE Books

### Ficción
- Journey into Darkness: An Unauthorized History of Kane
- Big Apple Take Down

### Novelación
- See No Evil
- The Marine
- The Condemnred
- 12 Rounds
- The Marine 2

### Autobiografía
| Título                                                  | Autor          |
| ------------------------------------------------------- | -------------- |
| Adam Copeland on Edge                                   | Edge           |
| Batista Unleashed                                       | Batista        |
| Cheating Death, Stealing Life: The Eddie Guerrero Story | Eddie Guerrero |
| If They Only Knew                                       | Chyna          |
| The Rock Says                                           | The Rock       |